# Drivknut

Kardanknut, en av de tidigaste teknikerna för överföring av kraft mellan vinklade axlar.

Drivknuten tillåter en drivaxel att överföra kraft i en variabel vinkel med oförändrat varvtal med små förluster eller glapp. Drivknutar används främst i framhjulsdrift på fordon men det finns även bakhjulsdrivna fordon med individuell hjulupphängning som använder sig av drivknutar. De förekommer också i många andra tillämpningar med mekaniska transmissioner, till exempel vid anslutning av jordbruksredskap till traktorer.

## Historia
En av de tidigaste teknikerna för att överföra kraft mellan två vinklade axlar är det som kallas kardanaxel och uppfanns av Gerolamo Cardano på 1500-talet.

## Användning
Drivknutar är vanliga hos fordon med framhjulsdrivning. De används vid framhjulsdrivna fordon då de tillåter vinkelutslag för fordonets hjul samtidigt som de överför kraft från drivaxlarna till hjulet. Drivknutar behöver mer underhåll och är känsligare än till exempel stela axlar för bakhjulsdrivna fordon.

## Konstruktion
Det finns ett antal olika varianter på drivknutar: kardanknut, Tracta, Rzeppa, Weiss, Tripod, dubbelkardan, Thompson-koppling och Malpezzi.

### Rzeppa

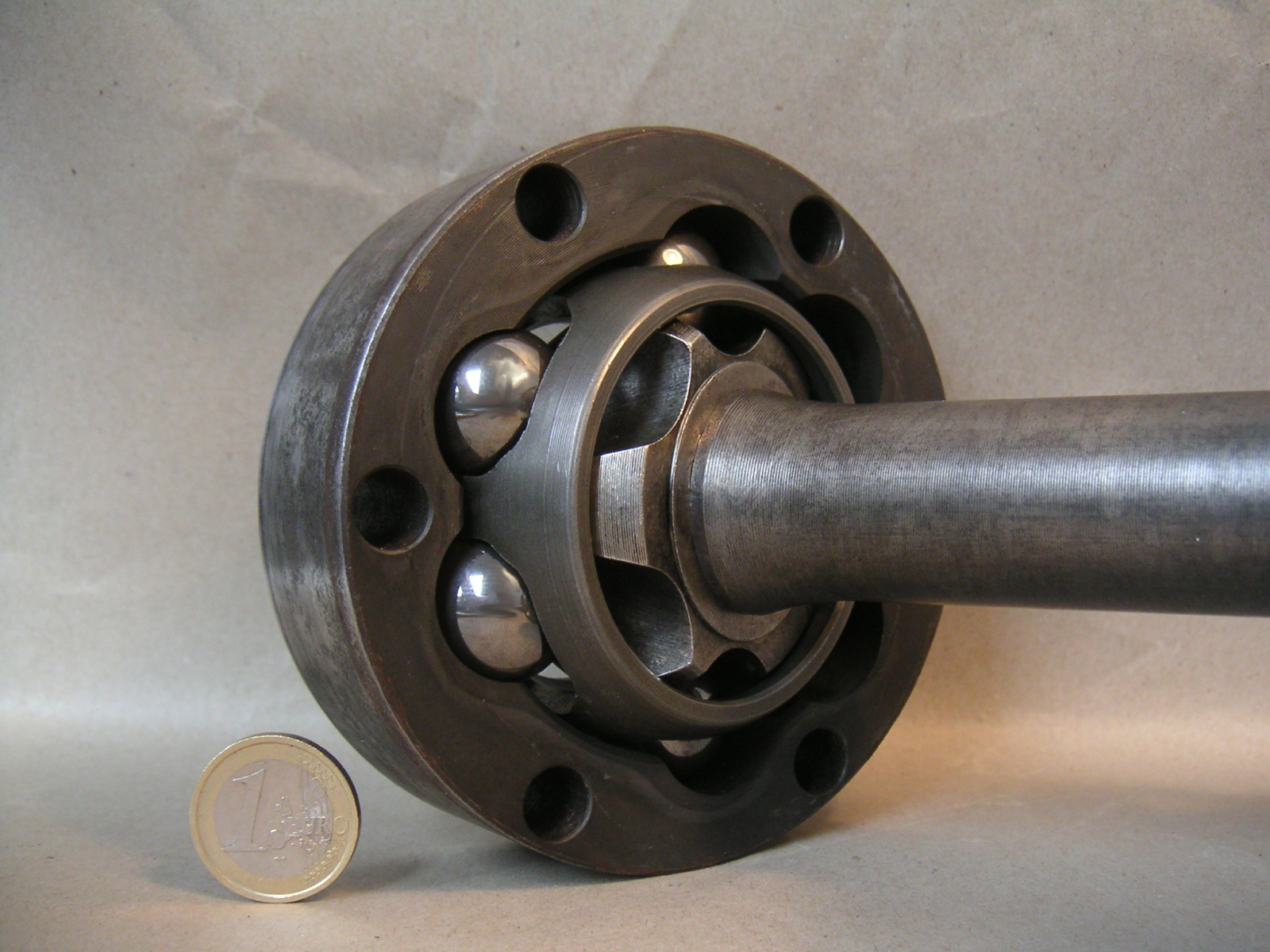
Drivknut av typen Rzeppa

Rzeppa-drivknuten uppfanns av Alfred H. Rzeppa år 1926. Den består av en inre lagerdel med sfärisk yttre form med 6 spår i och en omslutande yttre bur. Buren är sfärisk med två bearbetade öppningar för montering och nedmontering av lagerdelarna. Buren har vanligtvis sex öppningar runt det sfäriska området för placering av stålkulor. Dessa två komponenter är placerade i ett spårförsett lagerhus som liknar en bägare. Sex stora stålkulor är placerade mellan den inre lagerdelen och buren. Drivaxeln monteras i den inre lagerdelen med hjälp av splines och lagerhuset monteras på hjulnavet med hjälp av en axel med splines eller gängor.